# Pietro Castellitto
Pietro Contento Castellitto (Roma, 16 dicembre 1991) è un attore, regista, sceneggiatore e scrittore italiano.
Nel corso della sua carriera ha ottenuto un David di Donatello, un Nastro d'argento per film d'esordio I predatori, vincitore del Premio Orizzonti alla 77ª Mostra internazionale d'arte cinematografica di Venezia. Nel 2025 per la sua interpretazione in Diva Futura ha ottenuto il Nastro d'argento al migliore attore in un film commedia.

## Biografia
Figlio maggiore di Sergio Castellitto e Margaret Mazzantini (la coppia ha altri tre figli: Anna, Maria e Cesare). Ha studiato al liceo classico dell’Istituto Santa Giuliana Falconieri di Roma e si è laureato in filosofia presso l'Università degli Studi di Roma "La Sapienza".
La sua prima esperienza al cinema avviene all'età di otto anni con una piccola parte nel film d'esordio alla regia del padre, Libero Burro, in cui recita anche la madre. Il suo esordio attoriale vero e proprio risale, invece, al 2004 con Non ti muovere, diretto dal padre e basato su un'opera della madre. Viene diretto dal padre in altri due film: La bellezza del somaro del 2010 e Venuto al mondo del 2012. Viene scelto da Lucio Pellegrini per interpretare il ruolo di Marco nella commedia È nata una star?. Nel 2018 interpreta Secco in La profezia dell'armadillo, per cui vince il premio Guglielmo Biraghi ai Nastri d'argento 2019.
Nel 2020 esce il suo primo film da regista e sceneggiatore, I predatori, vincitore del premio Orizzonti per la miglior sceneggiatura alla 77ª Mostra internazionale d'arte cinematografica di Venezia e del David di Donatello 2021 come miglior regista esordiente oltre alla candidatura per la migliore sceneggiatura originale e il Nastro d’argento per il miglior regista esordiente. L'anno seguente interpreta Francesco Totti in Speravo de morì prima, miniserie televisiva di Sky, diretta da Luca Ribuoli.
Nel 2021 pubblica il romanzo Gli iperborei, per la casa editrice Bompiani, vincitore del premio Viareggio nella sezione "Opera prima", ed è tra i protagonisti del film Freaks Out di Gabriele Mainetti, ottenendo una candidatura ai David di Donatello per il miglior attore non protagonista. Nel 2022 è protagonista del film Netflix Rapiniamo il duce.
Nel gennaio 2024 esce al cinema il film Enea, di cui è regista, sceneggiatore e interprete, presentato in concorso alla 80ª Mostra internazionale d’arte cinematografica di Venezia.
Nel 2024 viene presentato in concorso alla 81ª Mostra internazionale d'arte cinematografica di Venezia il film Dive Futura che lo vede protagonista nei panni di Riccardo Schicchi, ottenendo il Nastro d'argento al migliore attore in un film commedia.Sempre nel 2024, scrive e dirige il cortometraggio 1996 - La fabbrica sta bruciando per Bauli e diventa il volto della nuova campagna Gucci Horsebit 1953.

## Filmografia

### Attore

#### Cinema
- Libero Burro, regia di Sergio Castellitto (1999)
- Non ti muovere, regia di Sergio Castellitto (2004)
- La bellezza del somaro, regia di Sergio Castellitto (2010)
- È nata una star?, regia di Lucio Pellegrini (2012)
- Venuto al mondo, regia di Sergio Castellitto (2012)
- La profezia dell'armadillo, regia di Emanuele Scaringi (2018)
- I predatori, regia di Pietro Castellitto (2020)
- Freaks Out, regia di Gabriele Mainetti (2021)
- Rapiniamo il duce, regia di Renato De Maria (2022)
- Enea, regia di Pietro Castellitto (2023)
- Diva Futura, regia di Giulia Louise Steigerwalt (2025)

#### Televisione
- Speravo de morì prima, regia di Luca Ribuoli – miniserie TV (2021)

### Regista e sceneggiatore
- I predatori (2020)
- Enea (2023)
- 1996 - La fabbrica sta bruciando – cortometraggio (2024)

## Riconoscimenti

### Premi cinematografici
- David di Donatello
  - 2021 – Miglior regista esordiente per I predatori[17]
  - 2021 – Candidatura alla migliore sceneggiatura originale per I predatori
  - 2022 – Candidatura al miglior attore non protagonista per Freaks Out

- Nastro d'argento
  - 2019 – Premio Guglielmo Biraghi
  - 2021 – Miglior regista esordiente per I predatori[18]
  - 2021 – Candidatura alla migliore sceneggiatura per I predatori
  - 2024 – Candidatura al miglior regista per Enea
  - 2024 – Candidatura alla migliore sceneggiatura per Enea
  - 2025 - Miglior attore in un film commedia per Diva Futura

- Ciak d'oro
  - 2021 – Candidatura alla migliore opera prima per I predatori

- Festival del cinema di Venezia
  - 2020 – Premio Orizzonti alla miglior sceneggiatura per I predatori
  - 2023 – In concorso per il Leone d'oro con Enea

### Premi letterali
- Premio Viareggio
  - 2023 – Premio Opera prima per Gli iperborei

## Opere
- Gli iperborei, Bompiani, 2021, ISBN 8830109460.
- I predatori, GOG, 2021, ISBN 8885788491.